# Episodi di Everwood (terza stagione)
La terza stagione della serie televisiva Everwood è andata in onda negli Stati Uniti d'America dal 13 settembre 2004 al 23 maggio 2005 sul canale The WB. In Italia è andata in onda dal 15 agosto 2005 al 10 settembre 2005 su Canale 5. La serie è andata in onda in replica su La5 dal 10 aprile 2011 al 25 aprile 2011, alle ore 14:00, con due episodi al giorno, per la prima volta in formato 16:9.
| nº | Titolo originale          | Titolo italiano            | Prima TV USA      | Prima TV Italia   |
| -- | ------------------------- | -------------------------- | ----------------- | ----------------- |
| 1  | For Every Action...       | Il segreto                 | 13 settembre 2004 | 15 agosto 2005    |
| 2  | ...There is a Reaction    | Parole chiare              | 20 settembre 2004 | 16 agosto 2005    |
| 3  | Staking Claim             | La scelta di Edna          | 27 settembre 2004 | 17 agosto 2005    |
| 4  | The Birds & The Batteries | Domande curiose            | 2 ottobre 2004    | 18 agosto 2005    |
| 5  | Sacrifice                 | 7 minuti in paradiso       | 11 ottobre 2004   | 19 agosto 2005    |
| 6  | Shoot the Moon            | Ambizioni segrete          | 25 ottobre 2004   | 22 agosto 2005    |
| 7  | Best Laid Plans           | Il simbolo dell'infinito   | 1º novembre 2004  | 23 agosto 2005    |
| 8  | The Tipping Point         | Voglia di tornare a vivere | 15 novembre 2004  | 24 agosto 2005    |
| 9  | The Reflex                | Riflessi istintivi         | 22 novembre 2004  | 25 agosto 2005    |
| 10 | Need to Know              | Dichiarazioni              | 29 novembre 2004  | 26 agosto 2005    |
| 11 | Complex Guilt             | Scelte di vita             | 17 gennaio 2005   | 29 agosto 2005    |
| 12 | Giving up the Girl        | L'arrivo di Cameron        | 24 gennaio 2005   | 30 agosto 2005    |
| 13 | The Perfect Day           | Una giornata perfetta      | 31 gennaio 2005   | 31 agosto 2005    |
| 14 | Since You've Been Gone    | Sensi di colpa             | 7 febbraio 2005   | 1º settembre 2005 |
| 15 | Surprise                  | Sorprese                   | 14 febbraio 2005  | 2 settembre 2005  |
| 16 | A Moment in Manhattan     | New York, che passione!    | 21 febbraio 2005  | 5 settembre 2005  |
| 17 | Fate Accomplis            | L'amara verità             | 18 aprile 2005    | 6 settembre 2005  |
| 18 | Fallout                   | Risentimenti               | 25 aprile 2005    | 7 settembre 2005  |
| 19 | Acceptance                | Una vita da accettare      | 2 maggio 2005     | 8 settembre 2005  |
| 20 | He Who Hesitates          | Fuga dal passato           | 9 maggio 2005     | 9 settembre 2005  |
| 21 | On the Places You'll Go   | Con amore, mamma           | 16 maggio 2005    | 10 settembre 2005 |
| 22 | Where the Heart Is        | Una grande famiglia        | 23 maggio 2005    | 10 settembre 2005 |

## Il segreto
- Titolo originale: For Every Action..
- Scritto da: Rina Mimoun
- Diretto da: David Petrarca

### Trama
Ephram torna a Everwood dopo il corso estivo alla Juilliard e Amy va ad accoglierlo, felicissima di vederlo, così come anche Andy e Delia. Intanto Harold e Louise ora lavorano con Andy e Edna. Harold sta ristrutturando la sua vecchia clinica, e contemporaneamente deve trovare qualcuno a cui affittare il locale, ma rifiuta ogni offerta. Amy desidera trascorrere un bellissimo anno scolastico con Ephram, ma lui anche se tenta di nasconderlo è di cattivo umore e non sembra voler passare del tempo con lei.
Andy fa una sorpresa a Ephram: ha preparato per lui uno studio di registrazione dove potrà lavorare ai suoi demo. Tuttavia Ephram non mostra molto entusiasmo e addirittura si mette a litigare con lui. Andy riceve una lettera da Madison la quale lo prega di non aiutarla più, si è pentita di averlo ascoltato, da ora sarà lei a decidere cosa fare del bambino che aspetta. Edna in effetti è della convinzione che Andy abbia sbagliato a non rivelare a Ephram che Madison aspetta un figlio da lui, ma almeno cerca di convincerlo a rispettare la decisione di Madison e di lasciarla in pace. Andy però va a trovarla a casa sua, ma lì c'è solo Mindy la quale gli rivela che Madison si è trasferita e lo accusa di essersi comportato male mettendo Madison nella posizione di nascondere a Ephram la gravidanza e facendola sentire abbandonata, anche perché Madison non ha una famiglia che possa darle il dovuto sostegno emotivo.
Harold conosce Jake Hartman, il cui padre fu un paziente del padre di Harold, che dopo aver vissuto per molto tempo a Los Angeles adesso trova entusiasmante vivere a Everwood. Harold lo prende in simpatia e mangia con lui a Mama Joy's dove Jake conosce Nina e da subito rimane colpito dalla sua bellezza. A quanto pare Jake vuole aprire un negozio di articoli sportivi, e quindi Harold decide di affittargli il suo vecchio ambulatorio. Quando mostra però il locale si fa trasportare dai ricordi e cambia idea.
Andy confessa a Harold che Madison sta per avere un figlio da Ephram. Invece Harold, parlando con il collega, ammette che per lui trovare qualcuno a cui affittare la vecchia clinica non è facile, venne fondata nel 1948, lui e sui padre la gestirono insieme e fa parte del suo retaggio. Andy gli fa capire che i ricordi legati all'ambulatorio non lo abbandoneranno mai nonostante non possa più gestirlo così finalmente Harold trova il coraggio di affittarlo a Jake solo per scoprire che ha frainteso perché Jake non vuole aprire un negozio di articoli sportivi, infatti è un medico e vuole aprire la sua clinica.
Delia fa capire a Ephram che, anche se lui è di cattivo umore, questo non lo autorizza a trattare male gli altri. Per tutta l'estate Delia ha sentito la sua mancanza e ora che è tornato è diventato nervoso e irascibile. Ephram va a trovare Amy a casa sua e le rivela il motivo del suo pessimo stato d'animo: purtroppo i suoi insegnanti di musica durante l'estate non sono stati soddisfatti del suo rendimento, è un bravo pianista, ma il suo livello di preparazione è ancora nella media. Ephram tiene a lei ma non è certo se vuole portare avanti la loro relazione, sa che Amy ha delle aspettative sul loro rapporto e teme che non sarebbe capace di soddisfarle dovendo contemporaneamente trascorrere il suo ultimo anno a lavorare sulle proprie capacità come pianista, altrimenti non avrà mai un futuro come musicista.
- Guest star: Gordon Johnson (Signor Jensen), Lilliana Arredondo (Sehra Sawaya), Ben Hammond (Sam Feeney).

## Parole chiare
- Titolo originale: ..There is a Reaction
- Scritto da: David Hudgins
- Diretto da: Perry Lang

### Trama
Andy e Harold notano che Ephram e Amy si stanno comportando in maniera strana e pensano che abbiano scoperto della gravidanza di Madison. Ma poi Harold scopre che si stanno lasciando dal momento che Ephram vorrebbe dedicare tutto il suo tempo libero a perfezionare la sua musica. Harold lo riferisce a Andy il quale trova avvilente che Ephram, per via del corso estivo alla Juilliard, invece che migliorare come pianista adesso è più insicuro di prima.
Andy prende come paziente Dean diagnosticandogli la clamidia, gli prescrive dell'azitromicina, ma dato che è un uomo sposato Andy trova doveroso riferirlo alla moglie per evitare che possa contrarla anche lei. Dean si rifiuta di farlo, non vuole danneggiare il proprio matrimonio, Andy però lo mette in guardia perché la clamidia per le donne è molto pericolosa.
Amy, seguendo il consiglio di suo padre, decide di dedicarsi alle attività scolastiche e agli amici e questo fa arrabbiare Ephram che aveva deciso di dare alla loro relazione un'altra possibilità, tanto che per lei aveva modificato il proprio programma di studio in modo da dedicarle più tempo, ma adesso che lei ha tutti questi impegni ciò è impossibile. Amy lo accusa di essere un egocentrico perché la sua vita gira solo attorno al suo talento di musicista, tanto da non capire che anche per lei è importante dedicarsi a delle attività individuali.
Rose scopre che Bright ha smesso di studiare, lui infatti anche se si era iscritto all'università, ha scelto di ritirarsi perché non se la sente di dedicarsi allo studio dato che non ha ancora capito a cosa dedicare la sua vita. Rose capisce che in realtà lui cerca solo una scusa per divertirsi e non assumersi delle responsabilità ed è disposta ad aiutarlo a trovare la propria strada, ma a patto che il figlio dia prova di volersi impegnare.
Harold non sopporta che Jake stia portando a Everwood le proprie idee innovative, infatti vuole promuovere delle attività fisiche per la sua nuova clinica medica. Tuttavia Harold scopre che è in difficoltà perché non ha ancora assunto un'infermiera che possa aiutarlo, e quando prescrive a una paziente il farmaco sbagliato, Harold lo aiuta chiamando il farmacista e dandogli il farmaco giusto. Harold fa capire a Jake che lavorare come medico in una piccola città di provincia implica avere un rapporto più confidenziale con le persone.
Amy confessa a Harold che il motivo per cui non vuole rinunciare a Ephram è perché solo lui la rende felice, è il solo che ama. La ragazza si riconcilia con lui e Ephram le porge le sue scuse e Amy gli confessa che soltanto con lui riesce a divertirsi. Quando Amy riaccompagna a casa Ephram scoprono che Nina ha dato ospitalità a Hannah, una loro coetanea, che è la figlia di una sua amica, i genitori sono a Hong Kong e quindi Nina chiede a Ephram di aiutarla ad ambientarsi.
Andy convoca Mary, la moglie di Dean, perché vuole raccontarle della clamidia, ma lei gli spiega che già sa delle infedeltà del marito e preferisce sorvolare solo perché non ha il coraggio di rinunciare al suo matrimonio. Andy, temendo che il suo rapporto con Ephram possa diventare come il matrimonio di Dean e Mary, decide di raccontargli la verità su Madison, ma Harold lo scoraggia: lui non ha voluto dirgli niente per proteggere l'adolescenza del figlio, e adesso deve essere coerente con la decisione che ha preso, inoltre Ephram e Amy stanno insieme e si amano e scoprire la verità danneggerebbe la loro felicità.
Ephram confessa a Andy che non ha voluto dirgli fin da subito dei suoi pessimi risultati al corso estivo per non deluderlo. Andy gli fa capire che, anche se è consapevole che Ephram sta crescendo, come padre ha bisogno di averlo nella sua vita, ecco perché desidera essere più partecipe dei suoi problemi, e in ogni caso Ephram ha ancora del tempo per prepararsi e diventare un pianista più bravo in modo da superare l'esame di ammissione alla Juilliard.
- Guest star: Brighton Hertford (Katie), Whitney McCarty (Ragazza della festa), Steven Anderson (Thurman), Matt Pohlson (Dean Kelly), Melinda Page Hamilton (Mary).

## La scelta di Edna
- Titolo originale: Staking Claim
- Scritto da: Bruce Miller
- Diretto da: Michael Schultz

### Trama
Ephram è stanco di fare da guida a Hannah che adesso studia nel suo stesso liceo, ma Andy gli ricorda quanto sia difficile ambientarsi in una città nuova, come successe per lo stesso Ephram, e così cambia idea cercando di essere per Hannah un buon amico. Hannah effettivamente apprezza gli sforzi di Ephram, tanto che in segno di riconoscenza gli fa anche un regalo. Le amiche di Amy la mettono in guardia, tentando di convincerla che Hannah ha un debole per Ephram.
Edna e Harold litigano in continuazione, anche perché lui, senza avvisare sua madre, ha fatto ritirare tutta la documentazione cartacea in modo da portarla all'archivio centrale, acquistando un computer. Edna, non tollerando che Harold voglia modernizzare il suo modo di lavorare e non sentendosi a suo agio, dà le dimissioni e accetta di lavorare come infermiera nella clinica di Jake. Andy prende come paziente il giovane David, un bambino che si è trasferito da Seattle con la madre Sara, che ha riportato diverse ferite che il bambino associa a degli incidenti, ma Andy dai lividi e dalle fratture capisce che sta mentendo. Andy va a casa di Sara e scopre che ha un altro figlio, Michael che è autistico e non riesce a controllare la sua aggressività; sia i lividi che le fratture che David si è procurato le ha causate il fratello quando tentava di calmarlo. David non ha voluto dire niente alla madre perché, volendo bene a Michael, non voleva mettere nei guai il fratello.
Amy, temendo che Hannah sia attratta da Ephram, tenta di sistemarla con Bright, quindi fanno un'uscita a quattro con lui, ma il fratello di Amy non è per nulla interessato a lei, tanto che, nel bel mezzo dell'appuntamento, preferisce la compagnia di un'altra ragazza. Andy tenta di convincere Edna a tornare a lavorare con lui e Harold, ma lei preferisce non farlo. Il vero problema è che Harold non è mai riuscito a perdonarla per il tempo in cui lei si allontanò dalla famiglia, quando prestò servizio nell'esercito. Quando infatti Edna tornò a casa dopo aver adempiuto ai suoi doveri militari Harold iniziò a imporre delle regole che avevano il solo scopo di provocarla ed escluderla dalla vita del figlio. Harold cerca costantemente di metterla in difficoltà, ecco perché pur amando lavorare per Andy non può più assisterlo, perché adesso dovrebbe lavorare a stretto contatto anche con Harold, e ciò danneggerebbe il rapporto con il figlio.
Andy propone a Sara una scuola per ragazzi autistici dove iscrivere Michael: non vivrà più con loro, tuttavia è molto vicina e potrà continuare ad avere un rapporto con lui, e sarebbe seguito meglio. Sara però decide di mandare via di casa proprio David, lo iscriverà a una scuola privata, lei sente che Michael è quello che ha più bisogno di lei, non ha il coraggio di separarsi dal figlio autistico, li ama nello stesso modo ma sente che Michael è quello che ha maggiore bisogno dell'amore materno.
Harold accetta con rassegnazione che Edna non lavorerà più con lui e Andy e confessa all'amico che la ragione per cui aveva installato il computer era perché Edna si lamentava dei troppi documenti che si accumulavano: stava solo cercando di aiutare sua madre. Amy si scusa con Hannah, non avrebbe dovuto tentare di metterla con Bright e le confessa il proprio timore, aveva paura che lei provasse qualcosa per Ephram. Hannah la perdona, e in ogni caso ammette che le piace di più Bright, se Amy è gelosa è solo la conseguenza del fatto che ama Ephram, infatti l'amore rende insicuri, tuttavia le fa capire che è lapalissiano quanto Ephram sia innamorato di lei, non potrebbe mai preferire un'altra ragazza a Amy. Quest'ultima non ha più avuto una vera amica da quando Laynie è tornata a studiare in collegio e infatti le piacerebbe se lei e Hannah provassero ad allacciare una vera amicizia. Mentre Amy e Ephram sono stesi insieme sul divano, per la prima volta si dichiarano amore reciproco.
- Guest star: Carter Jenkins (David Beck), Elizabeth Mitchell (Sara Beck), Brighton Hertford (Katie), Dhylan Meyer (Jonah Beck), Slate Holmgren (Trasportatore).

## Domande curiose
- Titolo originale: The Birds & the Batteries
- Scritto da: John E. Pogue
- Diretto da: Michael Lange

### Trama
Delia giocando con Sam, trova un vibratore sotto il letto di Nina e chiede alla donna cosa sia, ma Nina mente dicendo che si tratta di uno strumento per massaggiare i piedi. Nina ne parla con Andy che però turbato dall'argomento preferisce evitarlo totalmente. Bright lavora come cameriere in un ristorante, il suo capo è soddisfatto tanto che lo elegge dipendente del mese, vorrebbe anche affidargli maggiori responsabilità.
Andy prescrive dei farmaci alla sua paziente che soffre di cancro, lei vorrebbe poter rimanere in buona salute fino al giorno del matrimonio della figlia. Scopre poi che il marito Bill è paziente di Jake, quest'ultimo chiede a Andy di convincerlo a sottoporsi a un trapianto cardiaco dato che ha problemi di cuore, ma Bill si ostina a continuare con la terapia farmacologica piuttosto che optare per un'operazione invasiva. Andy tenta di convincere Bill a farsi operare, ma lui preferisce non farlo, ciò gli porterebbe via del tempo, e desidera dedicarlo solo alla moglie finché il cancro non la ucciderà, e solo dopo penserà alla propria salute.
Amy ha tentato di iscrivere Hannah a un corso di danza classica, ma lei è totalmente negata, scopre poi che è una scrittrice, le piace scrivere i propri pensieri sull'amore, tenta di convincerla a pubblicarli in una rivista, ma lei non vuole perché si vergogna di condividere ciò che per Hannah è così intimo. Anche se Amy vorrebbe che Hannah si apra a nuove esperienze, per lei non è facile superare la propria timidezza. Ormai Ephram e Amy stanno insieme da più di quattro mesi, lui voleva farle un regalo mostrandole la poesia che aveva scritto per lei, ma poi non trova il coraggio di farlo dato che Amy gli ha fatto un regalo molto più bello: dei biglietti per la rassegna del fumetto di Denver.
Delia aveva capito che Nina stava mentendo sul vibratore, lo racconta a Brittany che a sua volta lo riferisce ai genitori, proprio mentre a casa c'erano degli ospiti. La matrigna di Brittany, furiosa, accusa Andy di non saper gestire la figlia. A quel punto Andy si arrabbia con Nina ritenendola colpevole per il solo fatto che tiene in casa un vibratore, ma lei non intende giustificarsi, è da quasi un anno che non ha un uomo, è umiliante per lei dover ripiegare su un vibratore, e in ogni caso Andy ha sbagliato perché non aveva avuto il coraggio di parlare alla figlia di sesso.
Harold vorrebbe che Bright fosse più ambizioso, gli prepara un colloquio per un posto di lavoro come receptionist in un albergo, ma Bright non ci va. Harold non è arrabbiato per il fatto che il figlio svolga un lavoro umile, ma è preoccupato perché è ancora troppo giovane, e non vuole che vivere sotto le proprie possibilità diventi per Bright un'abitudine. Bright si arrabbia con Harold ammettendo che ormai non riesce più a porsi degli obiettivi, decide di dare del denaro ai genitori, vivendo sotto il loro tetto pagando un affitto, almeno finché non risparmierà dei soldi in modo da trovarsi un appartamento tutto suo. Harold è dispiaciuto, voleva solo aiutarlo e invece l'unico risultato è che Bright si sta allontanando dai genitori.
Jake si arrabbia con Andy il quale non ha insistito per convincere Bill a operarsi benché fosse l'alternativa più giusta, affermando che da quando si è trasferito a Everwood è diventato troppo arrendevole con i pazienti, comunque Jake ha già inserito Bill nella lista dei trapianti e tenterà di convincerlo lui da solo a sottoporsi all'intervento affermando che il compito di un dottore è quello di fare ciò che è più giusto e sensato per un paziente sul versante medico. Hannah informa Ephram e Amy che tenterà di pubblicare una poesia, ma non una delle sue, bensì quella che Ephram aveva scritto per Amy e che non gli aveva consegnato; Amy lo apprezza molto, soprattutto dopo aver letto le cose bellissime che Ephram aveva scritto per lei.
Andy chiede scusa a Nina, per lui non è facile parlare di certi argomento con Delia perché ciò gli ricorda che Julia è morta e che dunque lei non è più al suo fianco a dividere con Andy queste esperienze. Andy non ha mai voluto dei figli ma quando sono nati Ephram e Delia ha trovato conforto nel fatto che Julia lo aiutasse e sostenesse nel suo ruolo di genitore, ma adesso è completamente solo. Alla fine Andy e Nina decidono di parlare di sesso insieme con Delia. 
- Guest star: Ernie Hudson (Bill Hoover), Denise Y. Dowse (Laura Hoover), Brenda Sue Cowley (Signora), Ben Hammond (Sam Fenney).

## 7 minuti in paradiso
- Titolo originale: Sacrifice
- Scritto da: Anne Fricke
- Diretto da: Michael Schultz

### Trama
Andy, durante la festa di compleanno di Delia, sorprende la figlia a baciare nell'armadio un suo compagno di scuola, Charlie Hayes, si arrabbia e riporta a casa Charlie, conoscendo la madre Amanda, la quale sminuisce quanto accaduto ritenendo Andy troppo apprensivo. Jake chiede goffamente a Nina di uscire con lui, anche se Nina è lusingata rifiuta l'invito non provando attrazione per Jake. 
Bright invita Ephram a una festa, ma lui a causa dei suoi impegni si vede costretto a declinare l'invito, anche se è un po' dispiaciuto dato che da tempo trascura Bright. Amy trova della biancheria femminile nello studio di registrazione di Ephram, pretende delle spiegazione ma anche lui è sorpreso. Capisce che è opera di Bright, e che probabilmente porta delle ragazze nello studio di registrazione (avendo una sua copia delle chiavi). Amy non trova corretto che suo fratello si approfitti dello studio di registrazione solo per divertirsi con tanta superficialità e che Ephram sia disposto a sorvolare sul comportamento di Bright.
Andy vede che Harold e Louise hanno accolto nella clinica John, il marito di Amanda, è paralizzato e non parla, praticamente non comunica con l'ambiente che lo circonda. Harold spiega a Andy che John cinque anni prima venne colpito da un ictus all'emisfero sinistro del cervello. Intanto Nina, per la soddisfazione di provocare Andy, ritenendo che lui non la considerasse abbastanza affascinante per uscire con Jake, invita quest'ultimo a uscire, e Jake accetta volentieri.
Ephram rimprovera Bright per aver portato una ragazza nel suo studio di registrazione, ormai i due non riescono più a tenere in piedi la loro amicizia dato che fanno due stili di vita troppo diversi, infatti Ephram contrariamente a Bright lavora per conquistare le proprie ambizioni e ha una relazione stabile con Amy, mentre Bright si sente amareggiato perché non ha aspirazioni. Infine Bright restituisce a Ephram le chiavi dello studio.
Delia e Hannah aiutano Nina a farsi bella per Jake, la donna trascorre con lui una piacevole serata, ma proprio quando Jake stava per baciarla lei capisce che per tutto questo tempo si è già innamorata di un altro uomo, ovvero Andy. Quest'ultimo intanto impara a conoscere meglio Amanda, che ha dedicato gli ultimi anni della sua vita ad accudire John, lei ammette che egoisticamente vorrebbe che John morisse perché almeno così sarebbe disobbligata dall'impegno di prendersi cura di lui. Andy le dà una buona notizia, John è mancino e infatti l'ictus lo ha colpito proprio nell'emisfero sinistro, se acconsente a sottoporlo a una terapia John potrebbe guarire dalla propria immobilità.
- Guest star: Jason Beghe (John Hayes).

## Ambizioni segrete
- Titolo originale: Shoot the Moon
- Scritto da: Michael Green
- Diretto da: Matt Shakman

### Trama
Harold tenta di convincere Amy a fare domanda per Princeton ma lei vorrebbe optare per un'università che le consenta di non allontanarsi da Ephram, infatti vuole stare con lui anche dopo il liceo. Ephram a scuola riceve la visita di Chris Templeman, delegato della Colorado A&M, avendo saputo del suo talento col pianoforte, ci terrebbe a convincerlo a iscriversi alla loro università. Chris è della convinzione che Ephram stia sbagliando a investire tutto nella Juilliard, ha solo 17 anni e non può sapere se diventerà mai un pianista di successo, lo stesso Chris ha studiato alla Juilliard ma gli spiega che, studiando alla Colorado A&M, oltre a dedicarsi alla musica, potrebbe studiare altre materie e allargare i propri orizzonti.
Irv sorprende Edna confessandole che ha scelto di andare in pensione, e lui ne è felicissimo. Edna scopre in realtà che è stato licenziato, ma Irv non è arrabbiato, al contrario, adesso desidera dedicarsi alla propria carriera di scrittore, proponendole di lasciare Everwood e di viaggiare insieme. Edna, allettata, fa l'amore con suo marito, poi va a lavoro e informa Jake che ha deciso di licenziarsi.
Andy accompagna Ephram a un tour guidato alla Colorado A&M, ma non è molto soddisfatto, non lo ritiene un istituto all'altezza del livello di Ephram, non accetta che suo figlio non voglia fare della Juilliard la sua sola priorità. Ephram ammette che sta riconsiderando le sue convinzioni, ha sempre studiato musica perché Andy lo aveva convinto a perseguire le proprie ambizioni, ma non è sicuro che diventare un pianista di successo sia il suo destino, e in ogni caso teme che la sua passione per il pianoforte lo assorba completamente proprio come Andy per tanto tempo ha dato la priorità alla sua carriera.
Intanto Andy si documenta sulla neuro riabilitazione cognitiva, vuole aiutare John e infatti spiega ad Amanda che ha preparato un programma basato soprattutto nel far sì che il paziente ascolti della musica classica che dovrebbe aiutarlo a riconnettere le funzioni neurologiche. Andy impara a conoscere meglio John scoprendo che prima dell'ictus era un sismologo di successo.
Harold chiede a Ephram di convincere Amy a fare domanda per Princeton perché lei merita di studiare in un'università prestigiosa che possa soddisfare la sua brama di conoscenza. Ephram tenta quindi di convincere Amy a dare una possibilità a Princeton, la sua paura è che Amy possa pentirsi di aver rinunciato a delle valide alternative solo per stare con lui, qualora dovessero lasciarsi. Amy gli spiega che vuole stare al suo fianco, è consapevole che la loro storia potrebbe finire, ma non si pentirà mai di aver investito sul loro rapporto.
Le aspettative che Edna e Irv hanno sul loro futuro non coincidono, lei sperava di unirsi ai corpi di pace mentre Irv vorrebbe trasferirsi in Grecia e vivere di sola tranquillità. Jake convince Edna a non licenziarsi, lei ama fare il suo lavoro, e infine decide di restare a Everwood benché Irv le avesse proposto una viaggio in Costa Rica. Lei spiega al marito non era sua intenzione mettere radici a Everwood, ma ormai è successo, lei non riesce a concepire di andarsene. Irv rispetta la sua scelta, ma non nega che tutto ciò crea in lui un senso di disagio, era venuto a Everwood solo in visita, ci è rimasto solo perché ha conosciuto Edna e si è innamorato di lei, ma dopo aver vissuto lì cinque anni non è sicuro di volerci ancora rimanere.
Amy non è arrabbiata con suo padre per aver tentato di convincere Ephram a farle fare domanda a Princeton perché è consapevole che ha agito con buone intenzioni. Harold accetta di non intromettersi, lui stesso avrebbe potuto frequentare Princeton ma scelse di non farlo per stare vicino a Rose quando si innamorò di lei, e quindi capisce i sentimenti di sua figlia. Andy si scusa con Ephram per la sua eccessiva insistenza, ora ha capito che suo figlio ha il diritto di mettere in discussione le proprie ambizioni, ma non nega che pensando al futuro di Ephram lo immagina mentre studia alla Juilliard. Infine Ephram, all'insaputa di Amy, spedisce a nome della ragazza una domanda di ammissione per Princeton.
- Guest star: David Eigenberg (Chris Templeman), Brooke Bloom (Guida turistica), Peter Simon (Perp), Kenneth Schmidt (Ragazzo numero 1), Alee Medlock (Ragazzo numero 2).

## Il simbolo dell'infinito
- Titolo originale: Best Laids Plans
- Scritto da: Sherri Cooper
- Diretto da: Jason Moore

### Trama
Dato che Ephram intende fare l'amore con Amy va nello studio di Jake per fare un esame STD compilando anche un questionario sulle sue esperienze di natura sessuale. Jake, ritenendo giusto che Andy lo sappia dal momento che Ephram è suo figlio, glielo rivela in maniera indiretta. Nina, anche se adesso è consapevole di amare Andy, non ha il coraggio di dirglielo, ormai lui è un suo amico e se non ricambiasse il suo amore ciò pregiudicherebbe il loro rapporto.
Andy informa Harold dell'intenzione di Ephram di fare sesso con Amy, quindi decidono di parlare a Ephram e Amy sperando che i figli possano affrontare la cosa con responsabilità. Andy parla Ephram facendogli capire che pur amando Amy, non c'è nulla di male ad aspettare, ricordandogli che lui e Madison all'inizio avevano trovato un buon equilibrio nel loro rapporto, effettivamente è stato solo dopo che Ephram aveva fatto sesso con lei che la loro relazione è entrata in crisi, e il suo rapporto con Amy potrebbe fare la stessa fine se sbagliassero qualcosa. Harold, in maniera goffa, tenta di convincere Amy a rimandare, ma lei equivocando il senso del discorso, adesso crede di essere pronta a fare l'amore con il suo ragazzo, decidendo di non aspettare più.
Nina finalmente trova il coraggio di invitare Andy a cena in un ristorante e lui accetta. Hannah è infatuata di Bright, tanto che Amy prova a scoraggiarla dal tentare con lui una relazione, Hannah non è mai stata con un ragazzo mentre Bright ha già avuto molte esperienze. Nonostante tutto Hannah va nel ristorante dove lui lavora e gli chiede i uscire. Bright e Hannah trascorrono del tempo insieme, ma poi lui la riaccompagna a casa di Nina e la tiene a distanza quando Hannah prova a baciarlo. Bright ammette che già sapeva che Hannah ha un debole per lui, ma è uscito con lei solo perché si sentiva lusingato all'idea Hannah provasse attrazione nei suoi confronti, tuttavia non la ricambia.
Quando Ephram a Amy confessa di essersi sottoposto all'esame STD, quest'ultima si arrabbia dato che finora non le aveva detto niente, adesso ha cambiato idea e non desidera più fare sesso con lui. Amy poi ne parla con Edna e ammette che in realtà è arrabbiata per un altro motivo: lei è ancora vergine e teme il confronto con Madison, la quale era più grande di lei oltre al fatto che era una ragazza con esperienza.
Proprio quando Nina stava per uscire con Andy tutto va a monte quando quest'ultimo litiga con Ephram, egli ha capito che Andy sapeva che il figlio aveva fatto il test per l'HIV e che dunque, la conversazione che avevano avuto prima, non era dettata dalla spontaneità ma che era stata fatta a opera d'arte per manipolarlo. Ephram, ignaro di aver messo incinta Madison, non capisce le preoccupazioni di suo padre riguardo la vita sessuale del figlio. Nina consola Hannah la quale è delusa da quello che è accaduto con Bright, tuttavia Nina le spiega che il solo fatto che ha trovato il coraggio di farsi avanti con lui denota quanto sia coraggiosa, e un giorno troverà la forza di mettersi in gioco per un ragazzo, ma non uno qualunque, bensì quello giusto per lei.
Ephram mostra a Amy il test STD, è negativo, le promette comunque che, qualora faranno sesso, lui affronterà la cosa con serietà. Le fa inoltre un regalo, un ciondolo con il simbolo dell'infinito, perché gli ricorda loro due, infine Amy e Ephram si baciano riconciliandosi.

## Voglia di tornare a vivere
- Titolo originale: The Tipping Point
- Scritto da: David Hidgins e Michael Green
- Diretto da: Jordan Levin

### Trama
Andy continua a seguire John come paziente sicuro che prima o poi darà segni di miglioramento, Harold gli suggerisce di stare attento, non volendo che Andy dia ad Amanda fatue speranze. Will fa a Ephram una sorpresa, ha composto per lui un pezzo e infatti vuole che sia Ephram a suonarlo per l'esame di ammissione alla Juilliard. 
Andy e Amanda portano John nel posto dove lui aveva chiesto alla moglie di sposarlo. Amanda si scambia delle confidenze con Andy, ma ad un tratto nota che John sta piangendo, lei è felicissima, finalmente sta reagendo, sembra che stia migliorando. Bright si licenzia, chiede ai genitori di trovargli un lavoro serio, e infatti Harold e Rose ne sono felicissimi. Solo in seguito Harold scopre che Bright ha mentito, non si è licenziato ma ha perso il lavoro dopo che era stato colto il fragrante ad amoreggiare con una collega nel ripostiglio. Harold è deluso perché Bright invece che essere onesto con i genitori ha mentito.
Ephram non è totalmente convinto dello spartito, essenzialmente la musica era ciò che lo appassionava, seguendo il consiglio di Amy, decide di riadattare lo spartito sperando di migliorarlo. Will, quando lo scopre, si arrabbia affermando che un vero pianista suona la musica, qualunque essa sia, facendola esaltare, mentre un musicista serio non si azzarderebbe mai modificare un pezzo. Ephram, davanti alle sue dure parole, afferma che Will, dato che sta diventando sordo, non è la persona adatta a fargli da insegnante.
Benché Harold non sia d'accordo nell'aiutare Bright a trovare un buon lavoro, Rose gli ha procurato un colloquio per un posto libero nell'ufficio del cancelliere che Bright ottiene. Harold tenta di far capire a Rose che il figlio sta prendendo una cattiva strada, ha sorvolato sul fatto che non ha voluto studiare all'università e al lavoro nel ristorante, ma ora Bright sta prendendo coscienza di essere un ragazzo affascinante e sfrutta la cosa impunemente per ottenere tutto con facilità, di questo passo non distinguerà più la differenza tra giusto e sbagliato.
Ephram, turbato dal litigio con Will, confessa a Amy che in passato la musica era la sua passione, adesso invece si esercita solo per realizzare le proprie ambizioni, tuttavia trovava entusiasmante la passione con cui Will vive la musica, ed è questo genuino amore che Will prova per il pianoforte che permetteva a Ephram di apprezzare la sua compagnia. Andy va a casa di Amanda la quale ha organizzato una festa invitando anche alcuni parenti di John: purtroppo Andy le dà una cattiva notizia, è improbabile che John stesse piangendo, quasi sicuramente è colpa dei farmaci che assume che infatti lo hanno fatto lacrimare, infatti Andy dubita che lui stia migliorando. Amanda, seppur dispiaciuta, preferisce non farne un problema, gli confessa che ha perso la speranza da tempo, in realtà è per accontentare Andy che gli ha permesso di prendere John come suo paziente, avendo visto il fervore con cui desiderava aiutarlo. 
Will va a trovare Ephram nel suo studio di registrazione, non è più arrabbiato con lui, è libero di modificare lo spartito. Ephram gli spiega che non può più essere un suo allievo ma Will già lo sapeva, infatti si è premurato di trovare a Ephram un nuovo insegnante. Quest'ultimo gli chiede il permesso di venirlo a trovare, gli piacerebbe comunque suonare ancora con lui, ma Will glielo vieta, adesso non deve farsi distrarre, ma solo suonare per migliorare. Infine Will, sorridendo, va via mentre Ephram continua a suonare il pianoforte esercitandosi.
- Guest star: James Earl Jones (Will Cleveland), Camille Guaty (Serena).

## Riflessi istintivi
- Titolo originale: Reflex
- Scritto da: Rina Mimoun e Anna Fricke
- Diretto da: Michale Lange

### Trama
Mentre Amy è al cinema drive-in con Ephram vede una sua amica fare sesso con un ragazzo, ciò mette in imbarazzo lei e Ephram dal momento che i due non hanno ancora fatto l'amore, infatti la tensione sessuale tra i due sta diventando ingombrante nel loro rapporto. A Andy piace sempre di più la compagnia di Amanda, la quale chiede poi a lui e Delia di uscire con lei e Charlie dato che il figlio desidera la compagnia di Delia.
Amy chiede a Ephram per quale ragione lui non cerca di fare l'amore con lei: Ephram si limita a dirle che vorrebbe, per la loro prima volta, un'atmosfera più romantica. Amy allora gli propone una baita nei boschi che appartiene ai suoi genitori. Andy e Harold, seppur turbati, accordano il permesso a Amy e Ephram di trascorrere tutta la notte fuori casa. Andy e Amanda portano i loro figli in gelateria, ma mentre sono soli Amanda gli confessa che Charlie in realtà non voleva uscire con Delia, è stato un pretesto di Amanda, lei voleva trascorrere del tempo con Andy perché l'interesse che nutre per lui va oltre il fatto che è il medico di John. Vengono tuttavia interrotti da Delia la quale vuole tornare a casa dato che si annoia.
Amy scopre che Ephram le ha fatto una sorpresa, avendo messo dei fiori all'interno della baita desiderando più romanticismo. I due si baciano sul letto ma poi Amy inizia a disperarsi, non desidera più farlo, ora ha capito che, se finora non si è mai concessa a Ephram, è perché si è lasciata condizionare dalle sue insicurezze, lei teme ancora che Ephram non potrebbe amarla nello stesso modo in cui amava Madison, la sua paura è che lei e Ephram, invece che una coppia di innamorati, siano destinati a essere semplicemente amici. Ephram non le mette fretta, non è costretta a fare sesso con lui, ma in ogni caso afferma di non pensare a Amy come a un'amica, infine i due si mettono a dormire.
Jake va a cena con una donna, ma si annoia, poi Nina lo chiama al cellulare, mentre Sam stava pattinando sul ghiaccio si è procurato un taglio sotto il mento, Jake nella sua clinica medica la ferita con una sutura. Nina ha apprezzato molto la premura con cui Jake si è preso cura di Sam, lei lo guarda sorridendo, è evidente che ormai sta iniziando a ricambiare i sentimenti che Jake prova per lei.
Il mattino dopo, quando Amy e Ephram si svegliano, si mettono a chiacchierare mentre sono a letto, Ephram la stringe tra le sue braccia e Amy lo bacia, adesso ha superato le incertezze che aveva prima, sa di amare Ephram e finalmente fa l'amore con lui, perdendo la propria verginità. Andy va a casa di Amanda dandole una lista di medici che seguiranno John al suo posto, infatti le cose tra lui e Amanda sono troppo imbarazzanti e dunque preferisce tenere le distanze da lei.
- Guest star: Shane Haboucha (Charlie Hayes), Ben Hammond (Sam Feeney), Jimmy Bennett (Sam Feeney), Whitney Lee (Brittney), Kelley Wolf (Giovane e carina).

## Dichiarazioni
- Titolo originale: Need to Know
- Scritto da: Bruce Miller
- Diretto da: David Petrarca

### Trama
In giro per fare acquisti di Natale, Ephram e Delia vedono un volantino dei Joe Lies! la band di Madison che si esibirà al Burke's Coffee House. Andy decide di affidare a Harold la cura di John, ma quando si presenta a casa di Amanda quest'ultima lo tratta male e caccia via Harold, infatti non sembra molto interessata ad aiutare il marito.
Amy trova strano che i genitori di Hannah non verranno a Everwood per passare il Natale con la figlia, scopre poi da Nina che non sono a Hong Kong, benché Nina non voglia scendere nel dettaglio. Alla fine Hannah confessa a Amy che i suoi genitori sono Lakefield in Minnesota, il padre è malato, Corea di Huntington, ormai è come se fosse clinicamente morto, sua madre si prende cura di lui. In effetti era il fratello maggiore di Hannah che la accudiva ma ormai è andato all'università, è per questo che è venuta a vivere con Nina.
Bright, in pizzeria, vede Ephram, sa che lui è tentato di assistere al concerto, una parte di lui vorrebbe rivedere Madison, consigliandogli di andarci, non ritenendo necessario che Amy lo sappia. Ephram e Bright vanno al Burke's Coffee House, benché Ephram sia felice con Amy come non lo era mai stato con Madison, e pur non desiderando rimettersi con quest'ultima, Bright intuisce che Ephram avverte il bisogno di fare un paragone tra Amy e Madison. Harold, essendo consapevole che Amanda è una bella donna, capisce che Andy prova qualcosa per lei, è questo il motivo per cui Amanda non vuole un altro medico che possa aiutare John. Harold fa tenere presente a Andy che Amanda è una donna sposata, un'eventuale storia con lei sarebbe eticamente sbagliata, ma in ogni caso Andy giura al collega che tra loro due non è successo niente.
Amy scopre da Jake che la Corea di Huntington nella metà dei casi è ereditaria, capisce quindi che anche Hannah potrebbe soffrirne, ma la ragazza preferisce non fare il test, benché Amy tenti di convincerla a cambiare idea, almeno se scoprisse che pure lei è destinata a contrarre la malattia sarebbe emotivamente più preparata. Ephram non incontra Madison dato che lei non fa più parte della band, Jay si limita a dargli il numero di telefono di Madison.
Andy ha capito che Ephram, dal momento che lui e Amy hanno trovato una stabilità come coppia, si sente un po' annoiato e che dunque desiderava vedere Madison per mettere alla prova il suo rapporto con Amy. Andy gli fa capire che le relazioni di coppia vengono spesso minacciate dalle tentazioni, che si presentano in forme diverse, ma la cosa importante è che Ephram non deve mai dare per scontata la fortuna di avere Amy al suo fianco, è evidente che non vuole che il figlio faccia con Amy gli errori che Andy ha commesso con Julia. Ephram alla fine dà a Andy il numero di telefono di Madison, ormai non intende più rivederla.
Ephram confessa a Amy che era andato ad assistere al concerto dei Joe Lies! per vedere Madison, si scusa per non averglielo detto, ma Amy si arrabbia accusandolo di essere un egoista. Amanda a casa sua riceve la visita di Andy, lui le chiede di non arrendersi con John e di continuare con la terapia, ma lei si sente offesa dato che Andy è venuto da lei solo per parlare del marito. Amanda gli svela che da tanto ha smesso di amare John non avendo fatto altro che prendersi cura di lui, tanto che ormai non ha più controllo sulla propria vita, infine lei e Andy si baciano.
- Guest star: Lisa Ung (Ko), Rabe Dipalma (Cassiere), Annie O'Donnell (Bibliotecaria).

## Scelte di vita
- Titolo originale: Complex Guilt
- Scritto da: John E. Pogue
- Diretto da: Arvin Brown

### Trama
A John viene dato il permesso di essere curato in una clinica specializzata, il merito è di Andy dato che grazie alla sua terapia John adesso può comunicare con il battito delle ciglia, infatti si complimentano con Andy per i risultati ottenuti. Amanda, ora che è non dovrà più prendersi cura di suo marito, saluta Andy dato che intende concedersi una vacanza alle Hawaii
Amy non vuole rivolgere la parola a Ephram, in suo aiuto interviene Bright che lo invita a cena a casa sua in modo che Amy non possa evitarlo, ma quando lei e Ephram conversano si mettono a litigare. Irv ormai è sempre più di cattivo umore, è ancora deluso dal fatto che Edna abbia rifiutato la sua proposta di partire in viaggio con lui. La moglie allora gli fa una sorpresa, ha affittato un ufficio tutto per lui, così potrà dedicarsi alla scrittura del suo libro. In un primo momento Irv pare apprezzare il gesto, ma in realtà non è per nulla soddisfatto, al contrario di Edna che è legata a Everwood dalla famiglia e dal lavoro, lui lì si sente completamente limitato.
Harold ha capito che Andy è stato a letto con Amanda, lo rimprovera severamente, ma Andy non accetta critiche da parte sua ricordandogli che gli ha offerto un lavoro alla clinica. Proprio in quel momento Andy inizia a vomitare sangue, Harold e Louise lo fanno ricoverare in ospedale, ha avuto un'ulcera, fortunatamente ora sta meglio. Amanda, avvertita da Louise che Andy è stato portato in ospedale, disdice il suo viaggio per stargli accanto, ma lui le fa capire che la loro relazione non ha fatto altro che portarlo allo stress, è per questo che si è sentito male. Dopo queste parole, Amanda lo lascia solo, poco dopo arriva Ephram che vedendo Amanda andarsene, capisce che lei e Andy sono amanti, e benché sia una donna sposata, decide di sorvolare sulla cosa rispettando la privacy di suo padre.
Ephram tenta di chiarirsi con Amy non trovando corretto che lei continui a punirlo a oltranza, se lei desidera lasciarlo almeno pretende che abbia il coraggio di farlo subito. Amy lo accusa di non capirla, il fatto che lui fosse tentato di vedere Madison non è il solo problema, si è impegnata al massimo per far funzionare la loro relazione, dato che Ephram era assorbito dai suoi esercizi con il pianoforte lei, pur di trascorrere del tempo con il suo fidanzato, ha rinunciato a un lavoro in un giornale e alla danza classica: se dovessero lasciarsi Ephram fondamentalmente, al contrario di lei, non rinuncerà a niente perché lui finora non ha fatto nessun sacrificio, mentre lei perderebbe tutto.
Irv si scusa con Edna per come si è comportato, la ama come non ha mai amato nessun'altra persona prima, ma purtroppo lui è infelice, di conseguenza prende la sofferta decisione di separarsi da lei, almeno finché non avranno risolto i loro problemi, perché se continuasse a stare con Edna finirebbe ingiustamente per proiettare sulla moglie le proprie frustrazioni.
Amy si riconcilia con Ephram, ma pone delle condizioni, a cominciare dal fatto che ora lei deve concentrarsi sui propri obiettivi, anche a costo di passare meno tempo con lui, inoltre Ephram deve sforzarsi di dedicarle maggiori attenzioni. Amanda va a trovare Andy a casa sua, quest'ultimo ammette che per lui è difficile accettare l'idea di amare una donna sposata, anche se John non fosse stato colpito dall'ictus tradirlo sarebbe stato comunque immorale, Andy ha sofferto quando Julia lo tradì con un altro uomo, di conseguenza questa situazione lo mette a disagio. Amanda è disposta a stargli lontano qualora Andy non la amasse, ma quando gli domanda se prova qualcosa per lei Andy le sorride e le risponde di sì.
- Guest star: Gina Hecht (Gastroenterologo), Austin Tichenor (Dottore), Gina Hecht (Ragazza drammatica), Annie Burgstede (Pippi), Ilyse Mimoun (Infermiera), Tracy Shaffner (Dottore numero 2).

## L'arrivo di Cameron
- Titolo originale: Giving Up The Girl
- Scritto da: Sherri Cooper
- Diretto da: David Paymer

### Trama
A Everwood arriva Cameron, è una giornalista nonché la ragazza di Jake, è venuta da Los Angeles per trascorrere dei giorni in compagnia di Jake, da subito prende Nina in simpatia passando del tempo con lei. Cameron desidera progettare il suo matrimonio con Jake, tra l'altro Nina è sorpresa quando Cameron le rivela che Jake ha lasciato Los Angeles per dei problemi di natura professionale. Jake confessa a Nina che in realtà lui non vuole più stare con Cameron, sperava che, una volta lasciata Los Angeles, Cameron avrebbe capito da sola che non era più sua intenzione proseguire la loro storia, non ha avuto il coraggio di lasciarla ufficialmente per non ferirla.
Amy si iscrive a un provino per entrare in un corpo di danza di Denver, tuttavia Jason, il maestro di ballo, la mette in guardia perché è poco probabile che possa superare l'esame di danza, il suo corpo non è adatto per la danza classica di livello professionale, e avendo quasi 18 anni è ormai fuori tempo per arrivare al livello delle altre candidate. Harold è della convinzione che Amy stia sbagliando, la danza era solo una passione che coltivava da bambina, è ovvio che non può garantirle un avvenire, Amy ha deciso di ricominciare a danzare solo a causa di una scelta impulsiva perché è spaventata non sapendo cosa ne sarà del suo futuro.
Tra Andy e Amanda è passione, continuano a vedersi di nascosto godendo della compagnia reciproca, intanto Delia ha una partita di hockey ma inizia a sentirsi male: le è venuto il suo primo ciclo mestruale. Andy le prescrive un antidolorifico, ma Delia gioca male tanto che il coach la esclude dalla partita quando Andy gli rivela che la figlia ha le mestruazioni.
Ephram confessa a Amy che la ammira per la sua forza di carattere, anche se Jason ha tentato scoraggiarla lei non si è abbattuta, mentre Ephram sicuramente si sarebbe lasciato condizionare. Amy non ha superato il provino, ma pur rimanendoci male, affronta la cosa con maturità. Delia si arrabbia con Andy per averla fatta esonerare dalla partita, non vuole più giocare a hockey, e non desidera affrontare l'argomento, non solo con il padre, ma nemmeno con Nina o Edna, lei avrebbe voluto che Julia fosse al suo fianco in questo momento. Amanda fa capire a Andy che essere dei genitori single significa anche accettare con rassegnazione che un genitore a volte è inevitabilmente impreparato e che non è possibile risolvere tutti i problemi dei propri figli.
Cameron ha deciso di trasferirsi a Everwood, infatti Jake non ha il coraggio di lasciarla, tanto che Nina è costretta a disilluderla spiegandole che Jake non vuole più stare con lei. Cameron va via arrabbiata, intuendo che Nina e Jake provano qualcosa l'una per l'altro. Di notte, mentre Nina spala la neve dal suo vialetto viene raggiunta da Jake, ha capito che lui è un uomo buono, il solo motivo per cui non ha voluto dire a Cameron che la loro relazione era finita è perché non voleva deluderla. Nina era rimasta incuriosita da quello che Cameron aveva detto sulle motivazione che avevano spinto Jake a lasciare Los Angeles, lui decide dunque di raccontarle la verità; veniva spesso invitato a feste che si tenevano a Hollywood dato che nella sua posizione di medico poteva prescrivere ricette ovviando le visite mediche, così la clinica di Jake iniziò ad attirare un gran numero di pazienti che volevano da lui facili prescrizioni medicinali. Un giorno, un paziente di Jake, un attore anche molto giovane, è morto per overdose a causa delle medicine che lui gli aveva prescritto con tanta superficialità, fu così che decise di lasciare Los Angeles e di trasferirsi a Everwood. Nina, capendo che Jake è una brava persona, e prendendo coscienza di ricambiare ciò che prova per lei, lo bacia.
Delia ritrova un po' del suo buon umore quando parla con Amy, lei capisce ciò che prova la bambina dato che ha lasciato l'hockey (proprio come Amy ha rinunciato alla danza) le spiega che ha il diritto di lasciare l'hockey se non la appassiona più, ma le fa capire che la cosa più importante e fare tesoro di ciò che ha imparato, così saprà come affrontare quello che la farà appassionare in futuro.
- Guest star: Jessica Collins (Cameron), Joe Lookinland (Dougie Wilson), Obba Babatunde (Jason), Scott Williamson (Allenatore), Leslie Wing (Donna al registro).

## Una giornata perfetta
- Titolo originale: The Perfect Day
- Scritto da: Sherri Cooper
- Diretto da: David Paymer

### Trama
Ephram è ossessionato dal demo che deve presentare alla Juilliard, ma quando finalmente spedisce il nastro per l'audizione ha voglia di svago, quindi lui, Amy e Hannah marinano insieme la scuola per fare una gita insieme a Bright, il quale ora esce con Jillian, una collega di lavoro, cosa che scatena la gelosia di Hannah.
Harold e Louise scoprono che lo studio medico è allagato a causa di una tubatura che perde acqua, quindi Jake offre a Harold la possibilità di lavorare con Edna nella sua clinica. Intanto Nina vede Amanda a casa di Andy, scopre così che hanno una relazione, e inevitabilmente rimprovera l'amico trovando orribile che abbia una storia con una donna sposata, e che lo tenga nascosto ai figli, benché Andy sia convinto che Ephram già lo sappia. La cosa diventa più imbarazzante quando Andy vede che Nina in casa non è sola, c'è Jake con lei, scoprendo che sono amanti.
Amanda spiega a Andy che il fatto che Nina abbia scoperto che stanno insieme non le crea nessun problema, lei è indifferente all'opinione che la gente può avere su di loro, nessuno ha il diritto di giudicarli, infine fanno l'amore. Tuttavia, quando Amanda propone a Andy una fuga romantica in Vermont lui non appare per nulla entusiasta, l'idea che la loro relazione diventi più seria e ufficiale lo mette a disagio. Amanda va via delusa, adesso ha capito che Andy non si cura di ciò che gli altri potrebbero pensare di loro due se scoprissero che sono una coppia, in realtà lui si preoccupa solo della propria opinione nei suoi stessi confronti.
Jake, vedendo Nina nervosa a causa di Andy, capisce che quest'ultimo è l'uomo di cui lei è innamorata e di cui gli aveva parlato. Jake le suggerisce di parlare con Andy, perché è evidente che tra loro due ci sono dei conflitti. Capendo che Jake ha ragione, Nina conversa con Andy ammettendo che, ciò che realmente la delude, è il fatto che dalla morte di Julia lui si ostina e intraprendere relazioni senza prospettive, non ha saputo coltivare il rapporto con Gretchen e Linda, e ora ha una relazione con una donna che è già sposata. Lui si sente in colpa perché non è stato un bravo marito per Julia, ecco perché sabota tutte le sue storie d'amore, ma Nina gli fa capire che pure lui merita di essere felice e di avere una relazione normale.
Durante le loro gita Hannah confessa a Ehpram e Bright che il padre ha la Corea di Huntington, ma poi se ne pente perché era stato un tentativo maldestro di attirare l'attenzione di Bright, odia vederlo uscire con altre ragazze perché ciò genera in lei un complesso di inferiorità.
Amanda, dando per scontato che la sua relazione con Andy sia finita, decide di accettarlo perché ora ha capito che, pur ostinandosi a ignorare che è una donna sposata, lei comunque ha un marito, ed è un problema che deve affrontare. Andy però la sorprende spiegandole che non vuole rinunciare a lei, adesso vuole vivere pienamente l'amore che li unisce e vedere fin dove li porterà, infine Andy e Amanda si abbracciano con affetto.
- Guest star: Steven Anderson (Thurman Revere), Jan Felt (Louise), Melanie Nelson (Mrs. Lauey), Rhett Williams (Mr. Patch), Andrea Andes (Jillian)

## Sensi di colpa
- Titolo originale: Since You've Been Gone
- Diretto da: Matt Shakman
- Scritto da: Barbie Kligman

### Trama
A scuola, mentre Hannah è in compagnia di Ephram e Amy, viene avvicinata da un ragazzo, Thoper, il quale le chiede di uscire, ma lei preferisce rifiutarlo. Hannah spiega a Amy che lei desidera solo Bright, ecco perché non vuole concedere una possibilità a un altro ragazzo. La relazione tra Jake e Nina va di bene in meglio, ma lei prova del disagio constatando che Jake si è affezionato a Sam e che ama trascorrere del tempo con il bambino.
Andy e Delia mangiano una pizza con Charlie e Amada, ma poi Charlie si arrabbia con Delia quando lei fa un commento indelicato su John e sul fatto che Andy sta con Amanda. Amy parla con Bright chiedendogli di convincere lui stesso Hannah a uscire con Thoper, quindi ne discute con la ragazza scoprendo però che Hannah ha mentito; Bright non c'entra niente con la sua decisione di non uscire con Thoper, quest'ultimo in realtà le piace ma sapere che potrebbe contrarre un giorno la Corea di Huntington la mette in paranoia, dando ormai per scontato che per Hannah l'amore è proibitivo avendo visto come la malattia ha inciso sul matrimonio dei suoi genitori.
Benché Nina avesse in programma una serata romantica con Jake, decide di lasciarlo, non le piace l'idea che Jake si avvicini a Sam perché, se lei e Jake si lasciassero, Sam finirebbe con l'affezionarsi inutilmente a lui e quindi vuole evitare che il figlio soffra, Carl è ormai una figura maschile assente e non vuole dare a Sam altre delusioni.
Con dei flashback si scopre di più sul matrimonio di Amanda: ormai lei e John non erano più felici, il marito era spesso assente perché doveva lavorare molto per mantenere il loro stile di vita, Amanda non amava più la routine quotidiana che conduceva con John. Quest'ultimo le concesse il divorzio, sapeva che Amanda ci stava già pensando da un po', ma aveva messo in chiaro che Charlie sarebbe rimasto a vivere con lui. Però, proprio il primo giorno d'asilo di Charlie, suo padre venne colpito dall'ictus.
Amanda confessa a Andy che, prima che l'ictus colpisse John, lei stava considerando la possibilità di lasciarlo, per tanto tempo le persone non hanno fatto altro che ammirarla per l'abnegazione con cui ha accudito John per tutti questi anni, ma in realtà si è presa cura di lui solo per via del rimorso che provava nei suoi confronti per averlo ferito. Bright tenta di convincere Hannah a non nascondersi più dietro la propria timidezza, le fa capire che finché permetterà alle proprie paura di condizionarla non potrà mai vivere appieno la sua vita.
Mentre Nina è a lavoro al Mama Joy's viene raggiunta da Jake il quale non accetta che la loro relazione sia finita, perché ormai ha capito che Nina lo ama, non trovando giusto che Nina voglia lasciarlo prematuramente prima di capire fin dove il loro amore potrà condurli, e anche se alla fine dovessero soffrire ne sarà valsa la pena. Nina, capendo che lui ha ragione, sorride e lo bacia.
Amanda consegna a Charlie un videogioco che Andy gli ha regalato, il bambino è consapevole che Andy rende felice sua madre, e indirettamente dà ad Amanda il permesso di stare con lui. Amanda va a trovare Andy spiegandogli che chiederà l'istanza di divorzio. A fine episodio Amy abbraccia Hannah quando quest'ultima le rivela che finalmente ha deciso di fare il test per la Corea di Huntington.

## Sorprese
- Titolo originale: Surprise
- Diretto da: Tom Amandes
- Scritto da: Sherri Cooper

### Trama
L'episodio inizia con Ephram che, in piena notte, torna a casa accompagnato da Bright, scoprendo che amici e parenti gli hanno organizzato una festa a sorpresa, è stata Amy a prepararla. Ephram apprezza tantissimo la premura della sua fidanzata, ma sul volto di Amy appare un'espressione malinconica.
Una settimana prima: Ephram va a casa di Amy dando a lei e Harold un bella notizia, tra diecimila candidati lui è tra i sessanta che hanno superato le selezioni per la Juilliard. Andy e Amanda sono sempre più felici, ma poi la donna riceve una telefonata dalla clinica in Oregon dove John è ricoverato, lei e Andy si precipitano lì e scoprono che adesso riesce a parlare e a esprimersi meglio, è in via di guarigione, e ringrazia Andy per l'aiuto ricevuto da parte sua.
Hannah fa il test per la Corea di Huntington, mentre Bright viene accusato da Jillian di molestie sul posto di lavoro. Amy vuole festeggiare il successo di Ephram per fargli una sorpresa, ci terrebbe a invitare anche Madison, ma Harold pur di evitare che scoprano della gravidanza, mente a Amy facendole credere che la troverà lui personalmente. Andy intanto parla a una conferenza medica, tutti i suoi colleghi medici trovano incredibile che lui, prendendo John come suo paziente, abbia messo le basi per guarirlo dai sintomi della sua ischemia. Amanda ha deciso di non tornare a Everwwod, tra lei e Andy è finita, adesso ha realizzato che Charlie e John sono la sua famiglia e che il proprio dovere è prendersi cura di loro. Andy si separa da lei ammettendo che Amanda gli ha fatto provare delle sensazioni bellissime che pensava ormai di aver smarrito.
Bright è della convinzione che Jillian voglia solo calunniarlo per punirlo dato che, dopo averla sedotta, ha smesso di frequentarla dato che non desiderava impegnarsi con lei. Jillian però porta all'attenzione le e-mail sconvenienti che lui le inviava durante l'orario di lavoro, accusando Bright di non saper lavorare con serietà dato che anche quando svolgeva il suo impiego nel ristorante aveva avuto una relazione di natura sessuale con una collega (cosa che ha portato al licenziamento del ragazzo). All'inizio Rose aveva deciso di trasferire Bright in un altro ufficio, sperando che allontanandolo da Jillian ciò avrebbe sistemato le cose, ma poi cambia idea quando Bright insulta Jillian chiamandola "scema" a quel punto Rose gli tira uno schiaffo. Rose autorizza il licenziamento di Bright, ora ha capito di aver sbagliato, è sempre stata affascinata dalla baldanza di suo figlio, ma adesso ha compreso che Bright si sta trasformando in una persona che non rispetta le donne. Rose mette in chiaro con lui che Harold è un brav'uomo e non permetterà mai a Bright con la sua superficialità di rovinare la reputazione di suo padre.
Harold finalmente trova il coraggio di confessare a Amy che Madison ha avuto un bambino da Ephram, ammettendo infatti di non aver tentato nemmeno di cercarla per invitarla alla festa. Bright va a casa si Jillian per scusarsi con lei, quest'ultima non dà molto peso alle sue scuse, comunque Bright ha capito di aver sbagliato, voleva solo divertirsi con lei ma non si è curato di come Jillian si fosse sentita a causa dei suoi comportamenti.
Tornando alla scena iniziale dell'episodio, Bright accompagna Ephram a casa sua dove il ragazzo scopre che gli hanno organizzato una festa per l'ammissione al provino per la Juilliard. Proprio alla festa, Bright abbraccia Hannah la quale gli dà una splendida notizia, lei risulta negativa al test per la Corea di Huntington.

## New York, che passione!
- Titolo originale: A Moment in Manhattan
- Diretto da: Michael Schultz
- Scritto da: Michael Green

### Trama
Amy è ancora giù di morale per aver scoperto della gravidanza di Madison, intanto Harold dà le dimissioni, rivelando a Andy che ha svelato alla figlia la verità su Madison, e infatti ora si sente in colpa verso il collega. Andy non accetta la sue dimissioni, non è arrabbiato essendo consapevole che la gravidanza della ragazza non poteva rimanere segreta. Ephram va a New York per l'audizione alla Juilliard, accompagnato da Andy.
Irv ha finito di scrivere il proprio libro intitolato A Mountain Town, intanto Harold e Rose, avendo entrambi notato quanto Irv e Edna soffrono l'uno lontano dall'altra, organizzano una cena invitando entrambi senza che nessuno dei due lo sapesse, vogliono provare a farli riconciliare. Tuttavia Edna va via arrabbiata dato che Irv si è presentato con un'altra donna di nome Gretta, dando per scontato che sia la nuova fidanzata di Irv.
Bright, dato che si sente molto meglio da quando si è scusato con Jillian, decide di porgere le sue scuse a tutte le ragazze che ha deluso, tra cui Sarah, con la quale perse la verginità, scoprendo che è felicemente sposata e che sta per avere una bambina dal marito. Sarah è felice di vederlo, ma lui ci rimane male quando Sarah afferma che Bright non è il tipo di persona con la quale sarebbe possibile mettere su famiglia.
Andy è felicissimo di tornare a New York, mentre Ephram, dopo essersi segnalato per il provino di ammissione, per strada vede una tastiera elettrica, la suona davanti a tutti, e i presenti affascinati dal suo talento lo applaudono. Ephram vede Madison, i due si abbracciano, adesso lei vive a New York, quando Andy la vede rimane senza parole, lei e Ephram si danno appuntamento. Bright confessa a Amy che, ciò che lo fa stare male, è l'aver preso atto che tutte le ragazze con cui è stato sono andate avanti facilmente con le loro vite anche senza di lui, tra l'altro rivederle non gli ha fatto provare nessun sentimento, solo ora ha capito che non ha mai avuto una storia importante nella sua vita.
Andy telefona a Madison dandole appuntamento in un ristorante, a breve lei e Ephram parleranno, non intende chiederle di nascondere ancora il segreto, ma le chiede scusa, non ha agito bene obbligandola a tenere Ephram all'osuro della gravidanza. Madison ammette infatti di aver sbagliato ad accontentarlo, non aveva soldi e quindi Andy ne aveva approfittato per allontanarla da Ephram dandole del denaro.
Irv va da Edna spiegandole che ha frainteso, Gretta è solo un'amica, è un'editrice di Annapolis e pubblicherà il suo libro. Irv le chiede di riaccoglierlo in casa, all'inizio voleva lasciare Everwood ma non trova il coraggio di farlo perché adesso ha capito che, indipendentemente da dove vive, solo avere Edna a fianco a sé dà un senso alla sua esistenza, infine i due si riconciliano.
Mentre Ephram è solo con suo padre gli confessa che, fondamentalmente, ha apprezzato che lui abbia portato la famiglia a vivere a Everwood, perché lì hanno costruito un vero rapporto, ma se Ephram venisse ammesso alla Juilliard ci terrebbe che Andy e Delia tornino a vivere a New York con lui, perché Ephram non vuole rinunciare a loro. Andy, sentendo queste belle parole, abbraccia suo figlio, tuttavia quando Ephram si allontana, sul volto di Andy appare un'espressione triste, perché ormai è solo questione di poco prima che Madison gli confessi tutto quanto sulla gravidanza.

## L'amara verità
- Titolo originale: Fate Accomplis
- Diretto da: Perry Lang
- Scritto da: Anna Fricke

### Trama
Ephram e Madison vanno in una caffetteria, quest'ultima gli rivela del bambino, e il ragazzo ne rimane scioccato. Madison ha partorito a Denver, poi andò via, è da due mesi che vive a New York mantenendosi lavorando come cameriera, è dispiaciuta per averlo tenuto in disparte, all'inizio voleva abortire ma poi ha deciso di portare avanti la gravidanza, è nato un maschietto dandolo in adozione a una coppia sposata. Anche se Madison è mortificata, Ephram è troppo arrabbiato con lei, affermando che guardandola non riesce più a vedere la ragazza di cui si era innamorato, non avendogli dato la possibilità di decidere se era pronto o meno a voler crescere il suo bambino.
Harold va nello studio medico di Jake per riscuotere l'affitto, proprio in quel momento arriva Frank Sullivan, con in braccio il figlio adolescente Kyle il quale sta sanguinando per via di una ferita da fucile allo stomaco, un incidente di caccia. Harold, Jake e Edna lo operano d'urgenza, poi il ragazzo viene portato in ospedale. Il chirurgo dà delle pessime notizie a Frank: purtroppo il cervello di Kyle è rimasto senza ossigeno per troppo tempo, probabilmente morirà, per adesso solo un trapianto parziale di fegato potrebbe farlo stare meglio, ma è improbabile che si salverà. Frank è disposto a donare al figlio parte del suo fegato, ma Harold e il chirurgo glielo sconsigliano, è un uomo di età avanzata, Frank rischia di aggravare inutilmente la sua salute per un intervento che sicuramente non salverà Kyle. Tuttavia Frank è irremovibile, è disposto a sottoporsi all'intervento.
Ephram, parlando con Andy, dà sfogo a tutta la sua rabbia, odia Madison tanto che sta prendendo in considerazione l'idea di denunciarla legalmente. Andy, non trovando giusto che Ephram indirizzi tutta la sua collera contro Madison, gli rivela che era stato lui a chiederle di non coinvolgerlo nella gravidanza, avendole anche dato del denaro che Madison non ha accettato. Ephram, sconvolto da questa rivelazione, arriva quasi ad aggredire Andy fisicamente, il giorno dopo decide di non esibirsi al provino di ammissione per la Juilliard. Ephram accusa Andy di averlo aiutato a prepararsi come pianista solo per placare il senso di colpa per i segreti che ha mantenuto, non ritiene che Andy abbia totalmente capito quanto il suo comportamento sia stato immorale, adesso Ephram non riesce nemmeno ad amare la musica. Non vuole più entrare alla Juilliard, non solo perché desidera punire Andy, ma anche perché almeno questa è l'unica cosa su cui ha controllo e su cui può decidere.
Harold ha notato che Frank non aveva specificato da quale fucile era partito il colpo che ha ferito Kyle, anche perché Bright gli fa notare che è improbabile data la lunghezza del fucile che Kyle lo impugnasse lui stesso per poi ferirsi allo stomaco. Frank ammette che gli ha sparato lui, è stato un incidente, era inciampato ed è partito il colpo. Frank spiega a Harold che vuole sottoporsi all'intervento, ma non perché si senta in colpa, ma solo perché vuole bene al figlio. Successivamente Harold viene a sapere da Jake che Frank non ha donato il fegato perché Kyle è morto per arresto cardiaco.
Andy torna a Everwood con Ephram, ma suo figlio non sopporta nemmeno l'idea di stargli vicino, preferisce rimanere da solo. Ephram nel cuore della notte va a trovare Amy a casa sua, spiegandole che non riesce più ad avere le idee chiare, ma lei gli promette che non lo lascerà mai solo.

## Risentimenti
- Titolo originale: Fallout
- Diretto da: Michael Schultz
- Scritto da: David Hudgins

### Trama
Andy, nonostante il brutto momento che sta passando con Ephram, vuole affrontare la cosa con ottimismo, decide infatti di riverniciare la camera da letto di Delia. Intanto Ephram vuole trovare suo figlio, si rivolge all'ospedale di Denver dove Madison aveva partorito, ma l'infermiera non può aiutarlo, perché Madison nel certificato di nascita del bambino ha segnalato come "ignoto" suo padre. Ephram si sente ancora più ferito, Madison non ha nemmeno registrato il nome di Ephram come genitore del bambino, l'infermiera vedendolo abbattuto decide di aiutarlo trovando l'indirizzo della famiglia adottiva.
Andy si mette a verniciare la camera da letto della figlia aiutato da Jake e Nina, benché quest'ultima affermi che la loro non è una relazione seria, ormai Andy ha capito quanto lei tenga a Jake, e ciò lo mette a disagio, addirittura tenta la lite con Jake, tanto che poi decide di riverniciare da solo la stanza della figlia. Purtroppo a Delia non piace come Andy ha riverniciato la camera da letto, lei e il padre si mettono a urlare, infatti Delia lo accusa di preferire sempre Ephram a lei, ha fatto di tutto per suo figlio mentre Delia si è sempre dovuta accontentare.
Amy aveva fissato per Ephram un altro provino per la Juilliard, ma lui non sembra interessato, desidera solo conoscere suo figlio, non intende portarlo via ai genitori adottivi, ma vuole avere la certezza che stia bene. Amy si arrabbia con lui, ormai sembra che abbia perso ogni ambizione personale, affermando che non gli aveva detto della gravidanza di Madison proprio per evitare che lui si smarrisse. Purtroppo Amy, avendo detto queste parole, si è sbugiardata da sola, adesso Ephram ha scoperto che lei già sapeva che Madison aveva avuto un figlio da lui, sentendosi tradito anche da Amy decide di lasciarla.
Hannah, ora che ha scoperto di non aver ereditato la Corea di Huntington dal padre, cerca di dare un senso alla propria vita, decide di trovare conforto in Dio ma, anche frequentando la chiesa, non sente il richiamo della fede. Bright le fa notare che il vero problema è che non è abituata a divertirsi e a correre rischi, ha sempre evitato di farlo perché si era lasciata condizionare dalla possibilità di essere malata come il padre, e ora che ha scoperto di non avere la Corea di Huntington, con la scusa di voler trovare un orientamento spirituale, sta solo trovando altri pretesti per non divertirsi. Hannah, capendo che Bright in fondo ha ragione, si fa coraggio e chiede a Topher di uscire con lei.
Nina fa comprendere a Andy che lui ha sbagliato illudendosi di poter risolvere il problema con Ephram ignorandolo e concentrando la sua attenzione altrove, infatti ha litigato con Jake e Delia solo per sfogare la sua rabbia, infatti Andy questa volta non è capace di gestire il problema perché è stato lui a sbagliare nei confronti del figlio. Andy si chiarisce con Delia, le spiega che ama lei e Ephram nello stesso modo, ma non può riservare a entrambi le stesse attenzioni dal momento che Ephram, al contrario di lei, è un ragazzo adolescente, e quindi è costretto a seguirli in maniera diversa.
Ephram va in California e trova la casa dove vive la famiglia adottiva che si è fatta carico del bambino, ma una volta lì non trova il coraggio di fare niente, quindi torna a Everwood. Andy si arrabbia con lui dato che era andato in California senza il suo permesso, ma Ephram è indifferente, egli afferma che non prova odio per Andy, infatti l'unica cosa che desidera è semplicemente allontanarsi definitivamente dal padre.

## Una vita da accettare
- Titolo originale: Acceptance
- Diretto da: David Petrarca
- Scritto da: John E. Pogue

### Trama
Ephram, dietro consiglio di Bright, decide di perdonare Amy, intanto Jake accoglie a Everwood suo fratello minore Brian e gli presenta Nina. Rose inizia ad avere le nausee, oltre al fatto che sente dolore alla schiena, inizia a sospettare di essere incita. Rose fa un test di gravidanza e si fa anche visitare da Jake, ma tutte le analisi confermano che non aspetta un bambino.
Jake trova offensivo che suo fratello insinui che lui e Nina si lasceranno, infatti anche se Brian ha preso Nina in simpatia è della convinzione che Jake tornerà un giorno a Los Angeles, è solo il rimorso per la morte di quel ragazzo che lo spinge a restare a Everwood, di conseguenza non sarebbe giusto da parte di Jake dare a Nina false speranze. Amy, che era già stata ammessa ad Harvard, scopre che pure Princeton ha accettato la sua domanda di ammissione, quando esce con Ephram lui le confessa che aveva spedito il modulo di ammissione senza dirle niente. Amy è confusa, vorrebbe stare con lui anche dopo il liceo, ma Ephram è della convinzione che lei stia sbagliando a decidere in quale università andare prendendo proprio lui come riferimento.
Mentre Nina va a fare la spesa con Brian, quest'ultimo decide di essere onesto con lei, all'inizio non credeva che Jake provasse per lei un interesse sincero, ma ora ha capito che si sbagliava, e anche se Nina lo nega ormai è evidente che si è innamorata di Jake. Tuttavia Brian le spiega che è solo per testardaggine che Jake resta a Everwood, ma è questione di tempo e tornerà a Los Angeles, chiedendole se sarebbe disposta a seguirlo, inoltre le rivela che Jake è pieno di debiti, sta ancora pagando le spese legali per la morte di quel ragazzo oltre all'affitto della sua casa a Los Angeles. Brian la invita a riflettere chiedendo a Nina quanto sia disposta a investire nel suo rapporto con Jake.
Mentre Andy è solo con Jake, quest'ultimo gli confessa che Nina era innamorata di lui, Andy ne rimane sorpreso, finora non aveva idea di quali fossero i sentimenti che Nina nutriva per lui. Rose, confidandosi con Harold, ammette che le stava piacendo l'idea di diventare madre un'altra volta, anche se lei e il marito non sono più giovani, infatti le piacerebbe avere una bambina.
Brian lascia Everwood, si scusa con Jake avendo capito di aver esagerato, non avrebbe dovuto provocare lui e Nina, ma riteneva giusto che facessero chiarezza sulla loro relazione, anche se Nina è una donna indipendente sa che Jake tenterà di prendersi cura di lei, ma avendo studiato la sua contabilità Brian lo informa che i fatturati dell'ambulatorio non sono sufficienti. Jake va a trovare Nina spiegandole che, sebbene all'inizio fosse stato il rimorso legato alla morte di quel ragazzo a spingerlo a venire a vivere a Everwood, adesso adora la vita che conduce in Colorado, è la prima volta che prova delle sensazioni così reali, infine Jake e Nina per la prima volta si dichiarano il loro reciproco amore.
Amy ha capito che la sua relazione con Ephram è finita, e gli restituisce il ciondolo che lui le aveva regalato, il simbolo dell'infinito, perché ora ha compreso che aveva per entrambi un significato diverso: Amy sperava che simboleggiasse la speranza di un amore eterno e che lei e Ephram sarebbero rimasti insieme per sempre, ma lui desiderava solo un legame che potesse durare nel tempo anche se l'amore che li univa si fosse trasformato in semplice amicizia. Amy ha capito che Ephram voleva che lei andasse a Princeton perché non aveva mai realmente considerato la possibilità di dividere la sua vita con lei, anche se Ephram tiene veramente a Amy, ammette che essendo la loro soltanto una storia tra due liceali, non aveva preso in considerazione la possibilità di restare con Amy per sempre. Quest'ultima si separa da Ephram baciandolo affettuosamente, e con il cuore spezzato capisce che per tutto questo tempo aveva creduto nel loro amore più di quanto avesse mai fatto lui.

## Fuga dal passato
- Titolo originale: He Who Hesitates
- Diretto da: Keith Samples
- Scritto da: Elisa Delson

### Trama
Rose si sottopone a delle analisi e la dottoressa dà una brutta notizia a lei e Harold, il dolore alla schiena è causato da un osteosarcoma che preme sulla spina dorsale, dovrà sottoporsi a un ciclo di chemioterapia. Hannah si prepara per il ballo della scuola, ci andrà con Topher, mentre Ephram progetta di lasciare Everwood, ma non ha il denaro necessario.
Andy tradisce un certo imbarazzo stando vicino a Nina, ora cha ha scoperto che lei lo amava, anche Delia gli fa notare che se stessero insieme sarebbero una bellissima coppia. Andy scopre che lo studio di registrazione di Ephram è completamente vuoto, infatti ha venduto tutta l'attrezzatura, compreso il pianoforte, ha trovato un acquirente. Andy si arrabbia ma il figlio gli giura che non si è comportato così per provocarlo, ma solo perché gli servono i soldi per lasciare Everwood, ha deciso fare un viaggio in Europa. Nonostante il parere contrario del padre, Ephram non cerca la sua approvazione, non ha più la forza di vivere con Andy, non riesce a superare i dissapori con il padre.
Bright sembra infastidito nel vedere Hannah andare al ballo della scuola con Topher, a fine serata quest'ultimo bacia Hannah, ma non è stata un'esperienza che a lei è piaciuta particolarmente, infatti non è attratta da lui. Mentre Bright cerca un appartamento dove trasferirsi, Ephram gli fa notare che lui prova chiaramente dei sentimenti per Hannah, anche se Bright si ostina a negarlo.
Harold e Rose rivelano a Andy, Bright e Amy dell'osteosarcoma, quest'ultima sentendo il bisogno di farsi confortare da Ephram va da lui, ma poi non trova il coraggio di dirgli niente quando scopre che partirà per l'Europa, infatti ha deciso di andare a Londra. L'episodio si conclude con Harold, in camera da letto con Rose, le cui condizioni stanno peggiorando, infatti la donna ha perso la sensibilità alle gambe.

## Con amore, mamma
- Titolo originale: Oh, The Places You'll Go
- Diretto da: Perry Lang
- Scritto da: Bruce Miller (soggetto); David Hudgins e Rina Mimoun (sceneggiatura)

### Trama
La massa tumorale si è espansa fino a entrare in contatto con il midollo spinale, ecco perché Rose non riesce più a muovere le gambe, nemmeno la chemioterapia è riuscita a impedirne la crescita, ora sarà necessario rimuovere il tumore, quindi viene chiamato Henry Validor, stimato chirurgo che opererà Rose.
Ephram, dopo aver saputo da Andy che Rose sta male, dà un po' di conforto a Bright, decide di rimanere a Everwood per dare a Amy il suo sostegno, ma lei pur apprezzando il gesto lo invita a partire. Nina va a lavorare al Mama Joy's ma vede che stanno portando via tutta l'attrezzatura, infatti il proprietario Art ha deciso di vendere il diner, i costi di gestione e i guadagni non sono bilanciati, si trasferirà a Las Vegas e acquisterà una pensione. Art saluta Nina con affetto e le dà anche del denaro, ma adesso lei è senza lavoro.
Delia ci rimane male quando scopre che Ephram va via e che ha acquistato un biglietto open, di conseguenza non prevede quando tornerà a Everwood, tra l'altro il ragazzo non intende nemmeno partecipare alla cerimonia della consegna dei diplomi. Jake è infastidito dal fatto che Andy voglia aiutare Nina, decide allora di vendere finalmente la sua casa a Los Angeles e con il denaro acquista lui stesso il diner affidandone la gestione a Nina, la quale è felicissima.
Ephram saluta Delia, non ha idea di quanto tempo starà via, chiedendole di non dubitare del fatto che Andy è un bravo padre e che ha un buon cuore, saluta la sorellina dandole un bacio affettuoso, infine Delia si limita a dirgli "ti voglio bene". Brian dà a Jake una cattiva notizia: ormai non ha più liquidità, dunque Nina gli viene incontro, lo invita a venire a vivere con lei, almeno così risparmierà dei soldi, e Jake accetta con gioia.
Rose chiede a Andy di operarla lui stesso, Validor non le ha fatto una buona impressione, si è limitato a visitarla con troppa superficialità, Andy considera gli Abbott quindi Rose è consapevole che lui la opererà mettendoci tutto il suo impegno. Amy prende il diploma alla cerimonia, mentre Ephram sale sul proprio aereo e lascia il Colorado.
- Guest star: Patrick Fabian (dottor Henry Validor)

## Una grande famiglia
- Titolo originale: Where the Heart Is
- Diretto da: David Petrarca
- Scritto da: Michael Green e Rina Mimoun

### Trama
Andy opera Rose, ma non riesce ad asportare totalmente la massa tumorale, dunque Rose per guerire dovrà sottoporsi a una lunga terapia. Harold si arrabbia con Andy accusandolo di non aver fatto bene il suo dovere, e che non avrebbe dovuto accettare la richiesta di Rose di operarla, aggiungendo che da quando è venuto a vivere a Everwood, invece che dare una svolta positiva alla sua vita, è solo riuscito a collezionare fallimenti, come la rovina del rapporto tra lui e Ephram. Andy spiega a Delia che gli è stato offerto un buon lavoro in un ospedale a Chicago come chirurgo, sarebbe necessario trasferirsi lì, ma lo farà solo se Delia sarà d'accordo. La bambina rinuncia alla possibilità di esprimere un'opinione e dà a Andy il permesso di decidere da solo. 
Amy intanto ha notato che Bright è geloso quando vede Hannah con Topher, capisce che prova per lei qualcosa, e che a frenarlo dal farsi avanti con Hannah è la paura di avere per la prima volta qualcosa reale da condividere con una ragazza.
Quando Andy confessa a Harold che partirà per Chicago e che lascerà a lui la clinica, Harold gli porge le sue scuse per le cose orribile che gli ha detto, ma Andy gli spiega che la sua decisione è motivata unicamente dal fatto che, da quando è arrivato a Everwood, ha solo commesso errori, sia in amore che professionalmente, oltre a distruggere il rapporto con Ephram, adesso però desidera tornare a fare il chirurgo, l'unica cosa in cui è veramente bravo.
Jake porta la sua roba a casa di Nina e Sam, adesso si è trasferito da loro, Nina però in uno degli scatoloni trova un flacone di oppiacei: Jake le spiega che si è slogato la caviglia giocando a bowling e che semplicemente a causa del dolore se li è fatti prescrivere da un collega.
Andy nello studio medico vede che Harold, insieme ad amici e conoscenti, gli ha organizzato una festa a sorpresa, in modo che Andy capisca quanto lui sia importante per tutta la comunità, ci sono anche alcune delle persone che ha aiutato quali, Justin, Dean e Daniel, inoltre c'è pure Rose la quale gli impone di non andarsene. Amy informa il padre che ha preso una decisione, posticiperà di un anno il suo trasferimento a Princeton, resterà a Everwood perché desidera accudire Rose, lei non avrebbe mai superato tutti i problemi che ha affrontato a causa di Colin e Tommy se non avesse avuto l'amore dei suoi genitori a sostenerla, e ora sente che è il suo momento di prendersi cura della propria famiglia.
Hannah non è felice con Topher, all'inizio non voleva lasciarlo solo perché è il primo ragazzo che avesse mai avuto, ma convita da Amy chiude la loro relazione. Bright va a trovarla e finalmente trova il coraggio di farle capire ciò che prova per lei, infine Bright e Hannah si baciano appassionatamente.
Andy decide di rimanere a Everwood, parla poi con Nina e ammette di averla amata da sempre, anche se all'inizio non lo aveva capito. È per lei che ha scelto di restare a Everwood, sente che se non l'avrà al suo fianco quella che lo attende non sarà mai una vita felice, è consapevole che il suo amore per Jake è sincero e che forse ha perso l'occasione giusta per conquistarla, ma le promette che se gli darà una possibilità la renderà una donna felice. Andy e Nina si scambiano il loro primo bacio, ma lei non trova il coraggio di rispondere alla sua dichiarazione d'amore.